# Davide Cimolai
Davide Cimolai (* 13. August 1989 in Pordenone) ist ein italienischer Radrennfahrer.

## Karriere
Zu Beginn seiner Laufbahn widmete sich Cimolai vor allem dem Bahnradsport. Er wurde bei der italienischen Junioren-Bahnradmeisterschaft 2007 in Dalmine jeweils Zweiter in der Einerverfolgung und im Punktefahren. Im nächsten Jahr gewann er zusammen mit Gianni Da Ros die Tre Giorni Citta di Pordenone und bei der U23-Europameisterschaft in Pruszków holte er mit dem italienischen Nationalteam die Bronzemedaille in der Mannschaftsverfolgung.
Auf der Straße gewann Cimolai 2008 den Piccolo Giro dell’Emilia. 2009 war er bei den beiden italienischen Eintagesrennen Coppa San Geo und Trofeo Franco Balestra erfolgreich. 2010 gehörte er zu der Mannschaft von Liquigas, die den Sieg bei der * Mannschaftszeitfahren Settimana Internazionale holte. In den folgenden Jahren konnte er mehrere Etappenerfolge für sich verbuchen, darunter bei Etappe Paris–Nizza und bei der Katalonien-Rundfahrt. 2019 gewann er die Vuelta a Castilla y León sowie eine Etappe der Tour de Wallonie.

## Erfolge

### Straße
2009
- Coppa San Geo
- Trofeo Franco Balestra
- Trofeo Banca Popolare

2010
- Mannschaftszeitfahren Settimana Internazionale

2015
- Trofeo Laigueglia
- eine Etappe Paris–Nice

2016
- eine Etappe Katalonien-Rundfahrt
- eine Etappe Japan-Rundfahrt

2017
- eine Etappe Katalonien-Rundfahrt

2019
- Gesamtwertung, zwei Etappen und Punktewertung Vuelta a Castilla y León
- eine Etappe Tour de Wallonie

### Bahn
2008
- Italienischer Meister – Mannschaftsverfolgung (mit Alex Buttazzoni, Gianni Da Ros, Jacopo Guarnieri und Elia Viviani)
- Italienischer Meister – Omnium

2009
- Italienischer Meister – Mannschaftsverfolgung (mit Jacopo Guarnieri, Daniel Oss und Elia Viviani)
- Italienischer Meister – Scratch

2010
- Italienischer Meister – Punktefahren

2011
- U23-Europameister – Scratch
- U23-Europameisterschaft – Madison (mit Elia Viviani)
- Italienischer Meister – Madison (mit Elia Viviani)
- Italienischer Meister – Scratch

## Grand-Tour-Platzierungen
| Grand Tour            | 2012 | 2013 | 2014 | 2015 | 2016 | 2017 | 2018 | 2019 | 2020 | 2021 | 2022 | 2023 | 2024 |
| --------------------- | ---- | ---- | ---- | ---- | ---- | ---- | ---- | ---- | ---- | ---- | ---- | ---- | ---- |
| Giro d’ItaliaGiro     | –    | –    | –    | –    | –    | –    | –    | 130  | 118  | 127  | 135  | DNF  | 134  |
| Tour de FranceTour    | –    | 137  | 163  | 155  | 168  | 152  | –    | –    | –    | –    | –    | –    | –    |
| Vuelta a EspañaVuelta | 163  | –    | –    | –    | –    | –    | –    | –    | –    | DNF  | 134  | 146  | –    |